# وایگلتی‌خزنده
وایگلتی‌خزنده (نام علمی: Weigeltisaurus jaekeli) نام یک گونه از کلاد خزنده‌چهرگان است.